# Лик (митология)
Вижте пояснителната страница за други значения на Лик.
Лик в древногръцката митология е името на няколко персонажа:
- Син на Посейдон и плеядата Келено (Аполодор III, 10, 1). Брат на Еврипил. Живеел на Острова на блажените.
- Син на Даскил от Мизия или от племето на мариандините (Аполодор II, 5, 9). Гостоприемен е към аргонавтите и Херакъл, които му помогнал в борбата с бебриките. Херакъл отделил от държавата на бебриките, част от земята и я дал на Лик. Тази земя се наричала Хераклея.
- Син на Хирией (Аполодор III, 10, 1). Става настойник на Лабдак и Laius. Вероятно е същия Лик, който е брат на Никтей.
- Син на Хтония. (Аполодор III, 5, 5). Брат на Никтей. Двамата братя били принудени за избягат от Евбея, тъй като убили Флегий, сина на Арес и беотийката Дотида и се заселили в Хирия. Благодарение на дружбата си с Пентей, те станали граждани на Тива. По-късно Лик бил избран от тиванците на длъжността стратег, заел висш пост и управлявал 20 години. Убили го Зет и Амфион (за причината за това убийство вижте статията Амфион).
- Един от четиримата сина на Пандион (Аполодор III, 15, 5—6). След смъртта на Пандион, Лик и неговите братя (Егей, Нис, и Палант) вземат контрола над Атина от Метион, който е отнел трона на Пандион. Те разделят управлението на четири, но Егей става цар.
- Син на Прометей и Келено, брат на Chimaerus.